# Ars (fiume)
L'Ars o Arse è un piccolo fiume pirenaico del sud della Francia che scorre nel dipartimento dell'Ariège nella regione Occitania. È un affluente alla riva sinistra del Garbet, dunque un subaffluente della Garonna attraverso il fiume Salat.

## Geografia

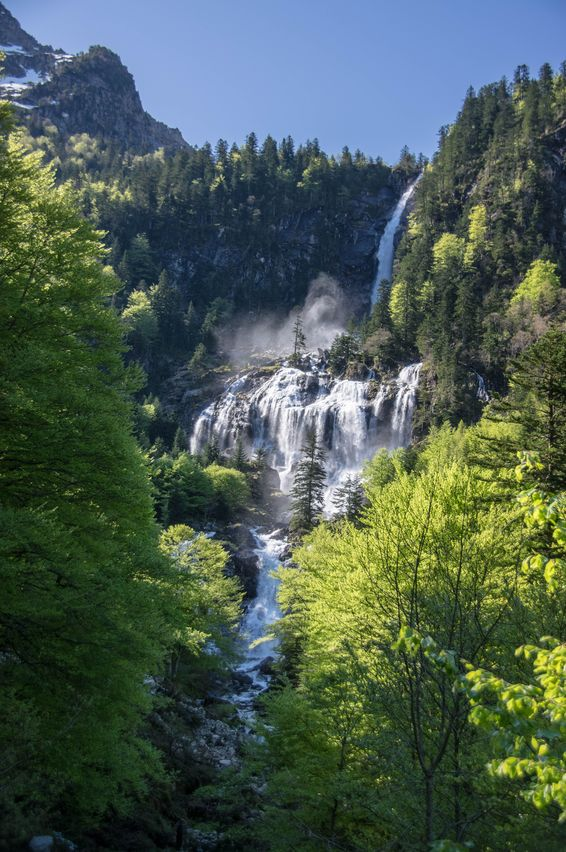
La cascata dell'Ars in maggio.

L'Ars nasce nei Pirenei, nel dipartimento dell'Ariège, sul fianco nord del picco della Turguilla (2521 metri s.l.m.), non lontano dal picco tra i Ports  (2554 metri) e il Port des Trois Comtes (2671 metri), cioè al confine tra Francia e Spagna, nel territorio del comune di Aulus-les-Bains e a 2092 metri di altitudine Dalla sua sorgente il suo corso è orientato da sud verso nord.
Dopo un percorso di 8 chilometri, l'Ars confluisce nel Garbet alla riva sinistra a un chilometro a monte del villaggio termale di Aulus-les-Bains, situato a 20 chilometri a monte di Oust, a 814 metri di altitudine.
La famosa cascata dell'Ars si trova sul suo corso a 1380 metri di altitudine

### Comuni e cantoni attraversati
L'Arse scorre interamente nel territorio di un solo comune dell'Ariège, Aulus-les-Bains, nel Cantone di Couserans-Est, arrondissement di Saint-Girons.

### Bacino

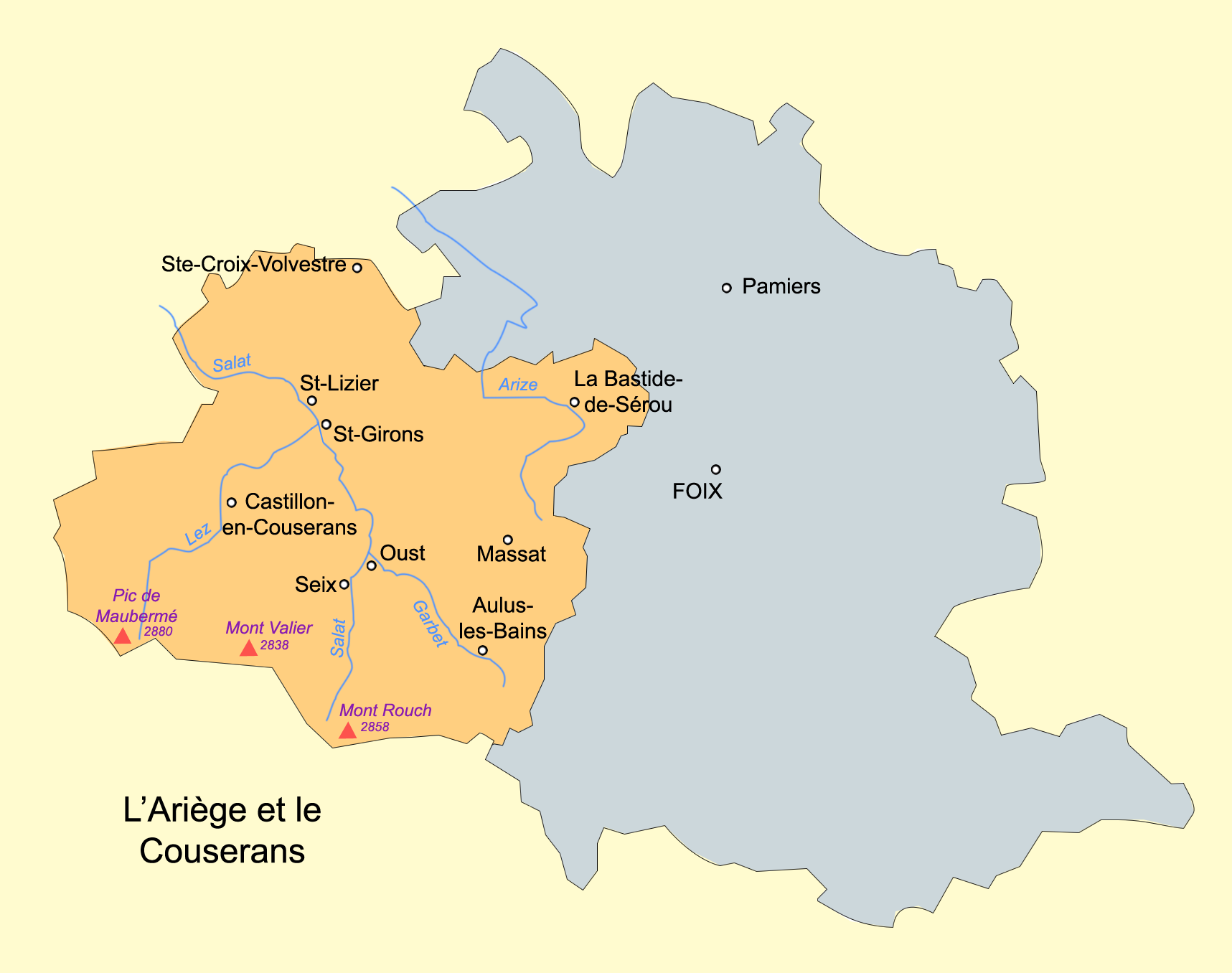
Situazione del Couserans a ovest del dipartimento dell'Ariège.

Il fiume Ars si trova nella sola zona idrografica le Garbet.
Questo bacino corrisponde al sud-est del Couserans. Il bacino versante specifico del fiume Ars è di 16 km2. I corsi d'acqua vicini sono il Garbet (del quale l'Ars è affluente) a nordovest, nord, nordest ed est, il Vicdessos a sudest, il Riu de Lladorre (Spagna) a sud, il Riu de Romedo (Spagna) a sudovest, l'Alet e il torrente del Fouillet a ovest.

## Affluenti
Il fiume Ars ha tre tronconi affluenti codificati, tutti lunghi meno di quattro chilometri, dei quali uno solo ha un nome e sul solo comune di Aulus-les-Bains. Il torrente di Fontarech è lungo un chilometro.

### Numero di Strahler
Il numero di Strahler del fiume Ars è quindi "due" a causa del torrente di Fontarech.

## Idrologia
L'Arse è un fiume di alta montagna, quindi irregolare ma abbondante, come lo sono i suoi vicini della regione dei Pirenei, come l'Alet, il Garbet o l'Ossèse. Il suo regime fluviale è detto "nivale".

### L'Ars a Aulus-les-Bains
La sua portata è stata osservata per un periodo di 60 anni (1912-1971), ad Aulus-les-Bains, a livello della sua confluenza con il Garbet.
Il modulo del fiume è di 1,03 m3/sec.